# Cold Justice: Sex Crimes
Cold Justice: Sex Crimes è una serie televisiva-documentaristica statunitense trasmessa dal 31 luglio al 25 settembre 2015 sulla TNT.
La serie, spin-off di Cold Justice, prova a risolvere crimini a sfondo sessuale.
La serie è stata cancellata dopo una stagione.

## Episodi

### Prima ed unica stagione (2015)
| n° | Titolo                        | Prima TV USA      | Prima TV Italia | Ascolti USA |
| -- | ----------------------------- | ----------------- | --------------- | ----------- |
| 1  | The Music Teacher             | 31 luglio 2015    | inedita         | 1.15        |
| 2  | A Very Public Place           | 7 agosto 2015     | inedita         | 1.23        |
| 3  | And Justice For Flint: Part 1 | 14 agosto 2015    | inedita         | 0.93        |
| 4  | And Justice For Flint: Part 2 | 21 agosto 2015    | inedita         | 1.13        |
| 5  | On Sacred Ground              | 28 agosto 2015    | inedita         | 1.22        |
| 6  | The Darkest Night             | 4 settembre 2015  | inedita         | 0.90        |
| 7  | A Serial Case                 | 11 settembre 2015 | inedita         | 0.99        |
| 8  | The Back Room                 | 18 settembre 2015 | inedita         | 0.79        |
| 9  | A Case Not Forgotten          | 25 settembre 2015 | inedita         | 0.88        |
| 10 | Lost in the Footprints        | 25 settembre 2015 | inedita         | 0.84        |

## Trasmissione internazionale
| Nazione  | Rete televisiva | Inizio        |
| -------- | --------------- | ------------- |
| Germania | RTL Crime       | 19 marzo 2017 |